# Doudou N'Diaye Rose
Doudou Ndiaye Rose (nacido Mamadou Ndiaye, Dakar, Senegal 28 de julio de 1930 – Dakar, 19 de agosto de 2015) fue un compositor, percusionista y líder de grupo senegalés, reconocido maestro moderno del tambor tradicional del Senegal, el sabar. Fue el padre de una dinastía musical que incloye algunos de los músicos tradicionales con más éxito del África occidental contemporánea. Fue uno de los primeros músicos en dar a conocer al mundo de la música tradicional senegalesa.
Se supone que Ndiaye Rose habría desarrollado 500 nuevos ritmos y, de hecho, su música es muy compleja, con estructuras rítmicas en constante transformación que dirigió con un estilo vigoroso de su marca.

## Carrera
Nacido en el barrio de Medina (Dakar) de una familia de griots wólof fue el principal fundador y principal percusionista de los Tamboreros del África Occidental (todos miembros de su familia), con los que también actuó. También dirigió un grupo de tambores completamente femenino llamado Les Rosettes, formado por sus propias hijas y nietas.
N'Diaye Rose fue uno de los músicos africanos más reconocidos del siglo XX. Mientras se especializó en el sabar, también tocó muchos otros tipos de tambor como el saourouba, assicot, bougarabou, meung meung, lambe, n'der, gorom babass, y khine. Comenzó a actuar en la década de los 30, pero continuó ganándose la vida como lampista durante un tiempo. Poco antes de la independencia senegalesa actuó con Josephine Baker, y se convirtió en el favorito del público de Dakar. En 1960 fue nombrado primer jefe del Ballet Nacional Senegalés, y en la década de los 70 con su orquesta Doudou N'Diaye Rose. 
En 2006, la agencia cultural de la ONU la declaró "tesoro humano vivo" para mantener vivos los ritmos tradicionales.
Sus últimos conciertos fueron un festival con motivo de su 85º aniversario, Deggi Daaj International, con el que colaboró íntimamente desde 2012, dedicado a la evolución y transmisión de la ciencia del ritmo de Doudou N'Diaye Rose, más allá de las fronteras del Senegal, el continente africano y su vida.

## Obra grabada
Puede que su álbum más conocido fuera Djabote (Real World Records CDRW43), donde muestra 12 títulos grabados en la isla de Gorée en marzo de 1991. Se grabó en una semana con su grupo de 50 percusionistas y el coro de Julien Jouga, miembro del coro femenino.
También colaboró con Dizzy Gillespie, Miles Davis, los Rolling Stones, Peter Gabriel y Kodo. También participó en la remezcla de "The Warning" de Nine Inch Nails, de su tercer álbum Year Zero Remixed.

## Películas
- Djabote: Senegalese Drumming & Song From Master Drummer Doudou Ndiaye Rose (1993). Dirigida per Béatrice Soulé i Eric Millot. Montpelier, Vermont: Multicultural Media. Va rebre la Rose d'Argent del Festival de Montreux de 1993.